# 五脊虎鮋
五脊虎鮋（学名：Minous quincarinatus），又稱白尾虎鮋、五脊毒鮋，俗名虎魚、鬼魚，為輻鰭魚綱鮋形目鮋亞目毒鮋科的其中一種。

## 分布
本魚分布於印度－太平洋區，包括南日本、琉球、台灣之間的海域。

## 深度
水深100公尺以內。

## 特徵
本魚背鰭第一棘至第二棘的距離約略等於第二棘至第三棘的距離。背鰭硬棘8－9枚、軟條12－14枚，臀鰭硬棘2枚、軟條12－14枚。背鰭外側無黑斑，背鰭之棘間的薄膜凹陷，硬棘較為裸露，此為使其硬棘具殺傷力，應急基部有毒囊，會分泌毒液，會主動攻擊接近它之物體，尾鰭無暗色橫帶，胸鰭內側有與鰭平行之暗色條紋，臀鰭前部黑色，胸鰭基部白色。全身無鱗片，皮厚而柔軟。體色不一，體長可達16公分。

## 生態
本魚多棲息在泥濘底的深海底，偶會出現在淺水區，為肉食性魚類。具有毒棘，須小心，以免被刺中毒。

## 經濟利用
不能食用，多做成褐魚粉。